# 周原遗址
周原遗址是中国先秦时期第一个统一黄河流域的周朝的发源地，是周人灭商前的都邑，是西周王朝政治、经济、文化中心。1982年，周原遗址被列为中国第二批全国重点文物保护单位。2017年12月，周原国家考古遗址公园开始建设。周原遗址入选2024年度全国十大考古新发现。
广义的周原是一个自然地理单元，即今陕西省渭河平原西部，包括凤翔、岐山、扶风、武功四县的大部分，以及宝鸡、眉县、乾县三县的小部分，东西长70余公里，南北宽20余公里。狭义的周原是指考古学上的周原遗址，位于岐山、扶风两县北部交界处，东西宽约6公里，南北长约5公里，总面积约30平方公里。其中，遗址核心区范围为北至岐山脚下、南到扶风县法门镇的庄白、东到法门镇的樊村、西到岐山县的岐阳堡范围，即东西长约5千米，南北宽约3千米。
1943年，中央研究院历史语言研究所石璋如在陕西省岐山岐阳堡一带考古调查，提出周原是古公亶父所迁之岐。1976年，周原考古队在周原遗址发掘岐山凤雏和扶风召陈两处大型建筑基址。1977年，周原遗址挖掘发现第一座带墓道的大墓刘家一号墓。1981年，发掘了扶风强家一号墓，出土了青铜礼器18件，包括四鼎五簋。
初步统计，遗址共出土各类文物3.8万余件，其中鼎、簋、鬲、觥、尊、盘、豆、罐等器物3000多件，商周青铜器1000多件，各类陶器1万余件，西周甲骨2万多片，有字甲骨290多片约900多字，總用字數1009。较为知名的青铜器包括毛公鼎、大盂鼎、小盂鼎、大克鼎、卫盉、天亡簋、墙盘、折觥、师丞钟、伯公父壶等。